# Carlos Heisecke
Carlos Heisecke Montero (Asunción, 1 de noviembre de 1911-19 de noviembre de 2013) fue un abogado y político paraguayo, miembro del Partido Revolucionario Febrerista.

## Biografía

### Juventud
Carlos Heisecke nació en Asunción, el 1 de noviembre de 1911. Cursó sus estudios de derecho en la Universidad Nacional de Asunción.

### Guerra del Chaco
Siendo estudiante de derecho, Carlos Heisecke fue a combatir a la Guerra del Chaco, donde alcanzó el grado de Teniente Primero. En una reciente entrevista, afirmó que durante su periodo de soldado en la guerra, sufrieron en ocasiones hambre y sed.

### Postguerra del Chaco
A la vuelta de la Guerra del Chaco, Heisecke, así como numerosos otros excombatientes, apoya a Rafael Franco, y su gobierno nacido de la Revolución de Febrero.
En 1951, se adhiere al recién fundado Partido Revolucionario Febrerista (PRF), heredero político de la Revolución de 1936.

### Dictadura de Stroessner
Durante la dictadura de Alfredo Stroessner, que duró de 1954 a 1989, Carlos Heisecke fue apresado por su militancia en el PRF, un partido socialista, que por su condición ideológica, recibía constantes ataques por parte de régimen. Fue recluido al Fortín Montanía, en pleno Chaco paraguayo, donde, con la ayuda unos militares, puedo escapar, e instalarse por un tiempo entre Concepción y Pedro Juan Caballero. Se alojó entre otros lugares, en el Hotel Francés de Concepción.
Heisecke fue un crítico de los intentos guerrilleros que se dieron a Paraguay, a comienzos de los años 1960, como el Movimiento 14 de Mayo, del que participaban liberales y febreristas, ya que el consideraba que dichos movimientos no contaban con su brazo urbano, como si lo tenía la guerrilla cubana de Fidel Castro. El Movimiento 14 de Mayo, y otros, se internaban en la selva, y les era muy difícil coordinar acciones desde allí.
Heisecke afirmó que la relación entre el PRF y el Partido Socialista Obrero Español, así como con dirigentes socialdemócratas alemanes permitió que Stroessner tuviese miedo de reprimirlos demasiado, lo que habría permitido la publicación del el Seminario El Pueblo, sin demasiado violencia y censura.

## Gobierno de Fernando Lugo
Si bien Carlos Heisecke no se declara "seguidor" del presidente Fernando Lugo, electo en 2008 apoyado por el PRF, el PLRA, y otros partidos de izquierda, afirma que con este gobierno "avizora una esperanza", y que estamos mejor que antes, ejemplificando eso con las altas tasas de crecimiento económico que tuvo el Paraguay en 2010. Además, afirma que este gobierno si realizó cambios positivos, como en Itaipú y Yacyretá, las dos represas más grandes del país, cambios que nunca se dieron durante gobiernos colorados. De la personalidad de Lugo, opina que "es muy flojo"